# Bernard McNally
Bernard Anthony McNally (Shrewsbury, 1963. február 17.  – ) északír válogatott labdarúgó.

## Pályafutása

### Klubcsapatban
1980 és 1989 között a Shrewsbury Town csapatában játszott és két walesi kupát nyert. 1989 és 1995 között a West Bromwich Albion játékosa volt. 1995 és 1997 között a Hednesford Townban szerepelt. 

### A válogatottban
1986 és 1988 között 5 alkalommal szerepelt az északír válogatottban. Részt vett az 1986-os világbajnokságon, de nem kapott lehetőséget egyetlen csoportmérkőzésen sem.

## Sikerei, díjai
Shrewsbury Town
- Walesi kupagyőztes (2): 1983–84, 1984–85